# Igreja de São Clemente (Pádua)
A Igreja de São Clemente é uma igreja igreja católica de  etsilo barroco com vista para a Piazza dei Signori em Pádua, Itália. Atualmente é dependente da Catedral de Santa Maria Assunta de Pádua.

## História
A tradição diz que a igreja foi fundada no século V pelos moradores da cidade de Paduan que estabeleceram uma comunidade no que eram então as ilhas de Rivoalto (Rialto) e Dorsoduro, e agora fazem parte de Veneza. O antigo cronista Guglielmo Ongarello afirmou que o então doge Andrea Dandolo, em agradecimento por aquela comunidade imigrante ter construído as igrejas de San Giacomo di Rialto e San Raffaele, entre outras, foram autorizados a patrocinar a construção desta igreja em Pádua.
A primeira menção documental da igreja data de 1190, quando foi elevada à categoria de paróquia. Desde 1386, a igreja comemorava a vitória na Batalha de Castagnaro de forças, incluindo homens sob o comando de Francesco Novello da Carrara sobre os exércitos de Antonio della Scala.
Com a sua proximidade com os mercados próximos, a igreja ganhou encomendas para altares privados e trabalhos de restauração. O edifício foi substancialmente modificado a partir do século XVI, durante as obras de reorganização do exterior da praça. Outras renovações aconteceram nos dois séculos seguintes.